# Colotis evenina
The Common orange tip (Colotis evenina) là một loài bướm thuộc họ Pieridae. Nó được tìm thấy ở Afrotropic ecozone.
Sải cánh dài 38–45 mm in males and 35–42 mm in females. The adults have fly year-round.
The larva feed on Boscia albitrunca and Capparis species.

## Phụ loài
The following subspecies are recognised:
- C. e. evenina
- C. e. sipylus (Swinhoe, 1884)
- C. e. xantholeuca (Sharpe, 1904)
- C. e. casta (Gerstaecker, 1871)